# فستیوال دسیبل
فستیوال دسیبل (انگلیسی: Decibel Festival) یک فستیوال سالانه موسیقی و هنرهای دیجیتال بود که در سال ۲۰۰۴ در سیاتل توسط شان هورتون آغاز شد. دسیبل به اجرای موسیقی زنده الکترونیکی، هنرهای تجسمی و رسانه‌های جدید اختصاص داشت.